# Thập niên 1530
Thập niên 1530 là thập niên diễn ra từ năm 1530 đến 1539.